# Schloss Gartenau

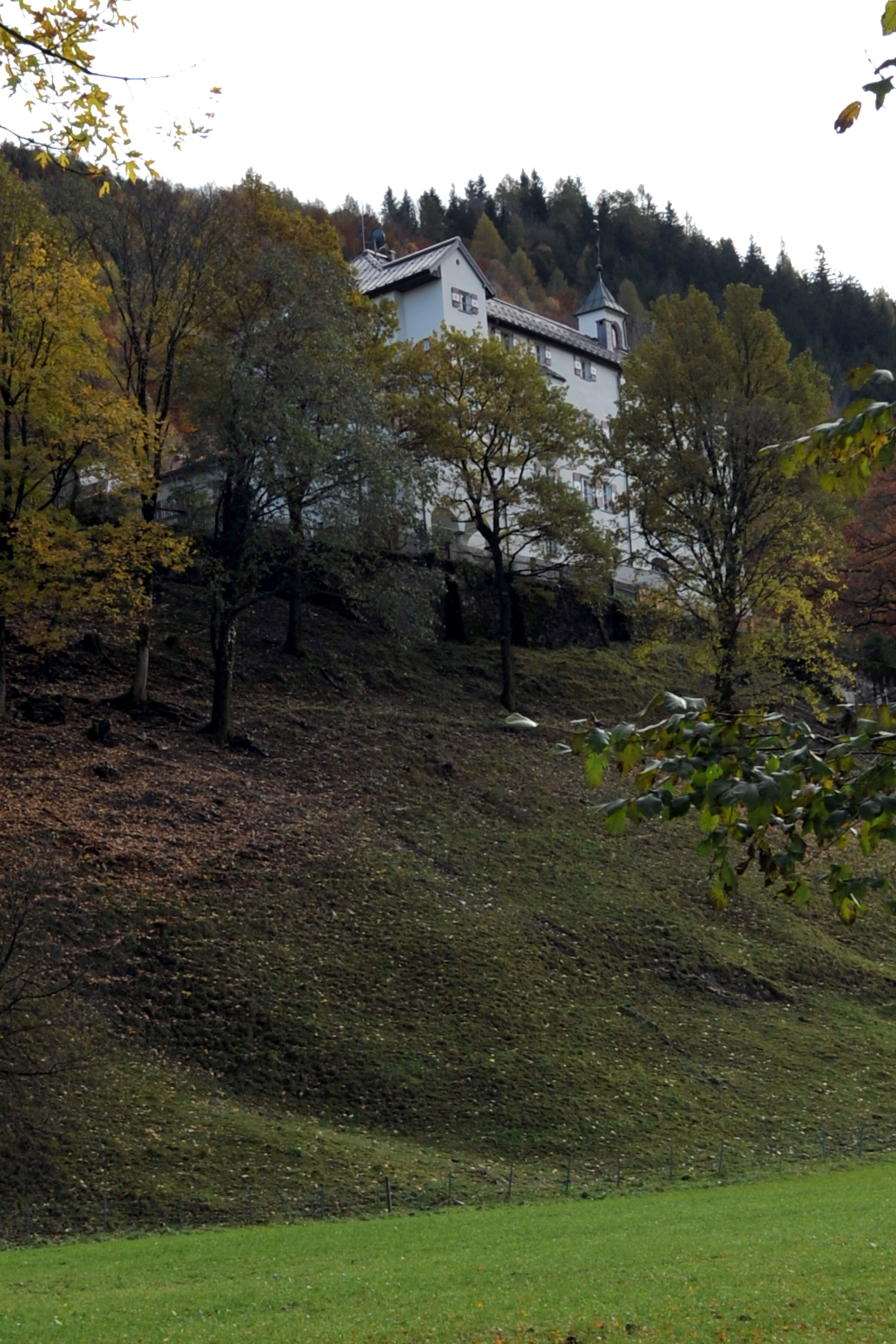
Ansicht des Schlosses Gartenau von Nordwesten

Schloss Gartenau steht am südwestlichen Abhang eines Gebirgsausläufers des Göll-Massivs in der Katastralgemeinde Taxach. Es gehört damit zur Stadt Hallein im Tennengau im Bundesland Salzburg. Die Anlage am Gutrathbergweg steht unter Denkmalschutz und besitzt die Objektnummer 4893. Sie ist nicht öffentlich zugänglich.

## Geschichte
Die Gegend von Gartenau war nach den ersten urkundlichen Belegen in der Hand der Herren von Guetrat, welche die Nachfolge der Grafen von Plain angetreten hatten. 1286 erlaubte Kuno von Guetrat dem Salzburger Domkapitel und dem Kloster St. Peter, den Almkanal durch die Kattenau (= Gartenau) zu führen.
Die Wurzeln der Anlage liegen im 12. Jahrhundert, doch erst 1339 findet der früher Grafengaden genannte Gutshof erstmals urkundlich Erwähnung. Nach dem Aussterben der Guetrater kam Gartenau an Rudolf Trauner, der 1397 Pfleger von Glanegg war. Dieser ließ hier um 1400 auf freieigenem Grund einen Ansitz errichten. 1430 erwarben der Laufener Schiffsherr Albrecht Scheller und seine Frau Wandula, geborene Valkenstainerin, den Ansitz. Sie führten den Namen des Gutes fortan als Adelsprädikat. Nach zwei weiteren Generationen der Familie Scheller fiel das Erbe 1518 an die bayerische Familie Aham, die das Gut bereits 1532 an Hans Panichner von Wolkersdorf, damals Pfleger in Golling, verkauften. Der Sohn des Hans Panichner gleichen Namens war Protestant und musste 1565 das Land verlassen. 1568 verkaufte er seinen Besitz an Jakob Khuen von Belasi, den Bruder des damaligen Salzburger Erzbischofs Johann Jakob Khuen von Belasi. Unter Jakob und seiner Frau Elisabeth von Thanhausen wurde der Ansitz 1570 grundlegend umgestaltet, so stammt der südliche Schlossflügel aus jener Zeit. Jakobs Sohn Ferdinand verstarb 1618, das Schloss wurde danach an Rudolf von Raitenau verpfändet. 1626 kam es in die Hand des Hans Ludwig Ritz. Durch Kaiser Leopold I. erhielt Emmeram Friedrich Ritz 1665 die Erlaubnis, sich von Gartenau zu nennen. Seine Erbtochter Esmerina heiratete den Freiherrn Ferdinand Paris von Rehlingen, dem Emmeram Friedrich das Schloss vermachte. Mit der Erbschaft war die Auflage verbunden, dass sich Esmerinas und Ferdinand Paris’ Sohn den Namen von Ritz zu Gartenau annehmen müsse, doch die Ehe der beiden blieb kinderlos, und so kam Gartenau an den Bruder des Ferdinand Paris, Raimund Franz von Rehlingen. Dieser stiftete 1704 einen Fideikommiss, in den neben Schloss Gartenau auch die anderen Besitzungen derer von Rehlingen – Palais Rehlingen, das Ritzerbogenhaus, Schloss Elsenheim und später auch Schloss Ursprung – eingebracht wurden.
Dennoch wurde Gartenau 1718 an den Schlossmeier Christof Heidlauf zu Erbrecht verkauft, die Grundherrschaft blieb aber bei den von Rehlingen. 1826 ging diese auf Anselm von Imhof und seine Frau Walburga, geborene Freiin von Auer, über und wurde bei der Grundlastbefreiung 1848 aufgehoben. Weitere Besitzer von Gartenau waren Johann Ludwig Götz von Hebenstreit (1775), Johann Georg Geisler (1778), Sebastian Geißler (1806), Christian Hofer (1840), Ignaz Müller (1840) und hälftig Elisabeth Müller (1842). Deren Sohn Johann Müller verkaufte Gartenau 1848 an Eveline Freiin von Hammer-Purgstall. Sie und ihr Mann Adolf von Berndt ließen Gartenau 1848 grundlegend renovieren. Rittmeister von Berndt begann in Gartenau mit der Zementgewinnung. 1864 erwarb Gustav Leube Schloss und Zementwerk; beides ist noch heute im Besitz seiner Familie. Das Schlossgebäude wurde zuletzt 1886, 1908, vor 1936 sowie in der zweiten Hälfte des 20. Jahrhunderts umgestaltet.

## Baubeschreibung
Das Schloss hatte ursprünglich die Aufgabe, die Besitzungen der Fürstpropstei Berchtesgaden zu sichern und den Salztransport von Schellenberg und Berchtesgaden zu überwachen. Die alte Straße führte deshalb durch die äußere Ummauerung des Schlosses. Im Norden und im Süden befand sich jeweils eine Toranlage. Von diesen ist die nördliche mit einem niedrigen Rundturm und Mauerstücken, versehen mit Schießscharten, erhalten. Das südlich gelegene Tor ist dem Zementabbau zum Opfer gefallen.
Die Schlossanlage erhebt sich auf rechteckigem Grundriss und besteht aus einem Wohntrakt im Westen, dem eigentlichen Schlosstrakt, und einem hufeisenförmigen Wirtschaftsflügel mit zwei Geschoßen, der ein Gasthaus, Stallungen und die Remise beherbergt. Über dem östlichen Eingangsportal mit Steingewände ist das Wappen der Panichner von Wolkersdorf mit der Jahreszahl 1495 angebracht, im Obergeschoß der südlichen Fassade ein Wappen von Erzbischof Markus Sittikus, das ursprünglich aus der Stadt Salzburg stammt. Darüber ist in einer Nische eine sitzende, barocke Madonna mit Kind zu sehen. Das Ende der Durchfahrt markiert ein schmiedeeisernes Gitter aus dem 17. Jahrhundert.
Der Wohntrakt des Schlosses ist viergeschoßig. Er besteht aus einem älteren Teil im Süden und einem jüngeren, nördlichen Teil vom Ende des 18. Jahrhunderts, die beide unter einem Schopfdach vereint sind. Über dem in den Schlossbau führenden Portal befindet sich das Allianzwappen der Familien Khuen-Belasi und Thannhausen, dessen Inschrift an den Umbau von 1570 erinnert. An der Südostecke ist ein schlankes Türmchen aufgesetzt, der frühere Kapellenturm, denn darunter befindet sich heute ein profanierter Kapellenraum. Erd- und Kellergeschoß besitzen Tonnengewölbe, teils mit Stichkappen, teils mit Gurtbögen. Von der Erdgeschoßhalle führt eine Wendeltreppe in das Obergeschoß. Dort sind gotische Steingewände an Fenster und Türen erhalten. Hinter Glas sind Freskoelemente – ein Königskopf und weibliche Halbfigur – aus dem 14. Jahrhundert zu sehen. Im zweiten Obergeschoß findet sich der Kapellenraum mit einem gotischen Netzrippengewölbe und zwei Fenstern mit Gewänden aus Adneter Marmor. Das Dachgeschoß wurde in jüngerer Zeit zu Wohnzwecken ausgebaut. Dafür wurden die Luken unter der Dachtraufe zu Fenstern erweitert.